# 卫逢祺
卫逢祺（1912年—1995年7月27日），原名裕昌，男，山西闻喜人，中华人民共和国政治人物。

## 生平
卫逢祺是山西省闻喜县郭家庄村人。早年参加山西牺牲救国同盟会，同年加入中华民族解放先锋队，担任决死一纵队游击第三团政治部主任、长子县县长、屯留县长、长子县长、太岳行署秘书、夏县县长、闻喜县长、太岳行署秘书处处长及秘书长等职。
1949年，担任山西省人民政府秘书长、华北行政委员会办公厅副主任、山西省人民委员会秘书长、山西省人民委员会副省长兼省政府秘书长等职。文化大革命期间遭到迫害。1979年后，再任山西省副省长兼省政府秘书长。1995年7月27日，病逝于太原，享年85岁。